# Cevdet Şekerbegoviç
Dževad Šećerbegović, appelé Cevat Şekerbegoviç en Turquie (né le 15 juillet 1955 à Gornji Rahić), est un footballeur yougoslave et bosnien.
Il commence le football à Sloboda Tuzla. Entre 1977-1983 il a joué à neuf reprises avec l'équipe nationale yougoslave. En 1983, il est transféré à Besiktas. En 1985, le joueur bosniaque quitte la Turquie.